# Lotononis alpina
Lotononis alpina är en ärtväxtart. Lotononis alpina ingår i släktet Lotononis och familjen ärtväxter. Utöver nominatformen finns också underarten L. a. multiflora.